# Улица Прэри (фильм, 1959)
«Улица Прэри́» (фр. Rue des prairies) — художественный фильм совместного производства Франции и Италии, снятый в 1959 году режиссёром Дени де Ла Пательером по одноимённому роману французского актёра и писателя Рене Лефевра (фр. René Lefèvre). Помимо данного названия, под которым фильм демонстрировался в прокате СССР, он также известен под названием «Луговая улица».

## Сюжет
В 1942 году, после двух лет нахождения в плену в Германии, рабочий Анри Невё возвращается домой в Париж. Он узнаёт, что его жена недавно умерла во время родов, оставив новорождённого Фернана. Понимая, что он не является отцом ребёнка, Анри, широкая душа, воспитывает его как родного сына вместе со своими двумя детьми, Луи и Одетт. Он старается делать для них всё возможное, пренебрегая своей личной жизнью.
Проходит семнадцать лет. Старшие дети встают на ноги: Луи начинает как рабочий, но вскоре становится профессиональным велосипедистом и выигрывает чемпионат Франции, а Одетт сначала работает продавщицей в обувном магазине, а потом получает предложение сниматься в качестве модели и планирует выйти замуж за состоятельного сорокалетнего мужчину, обещавшего ей развестись с женой. Они отдаляются от отца, стремясь к буржуазному благополучию, которого они не знали на окраине Парижа, на улице Прэри.
Анри Невё считает утратой нравственных ориентиров подрастающего поколения то что, по его мнению, дочь продаёт себя богатому человеку, женатому и по возрасту значительно старше её, а сын совершает неблаговидные поступки и идёт на сделку со своей совестью, чтобы пробиться в велоспорте.
Но наибольшие проблемы.доставляет ему Фернан, ради которого Анри, опасаясь обделить в чём-то приёмного сына, идёт на большие расходы, оплачивая его образование. Мятежный и недисциплинированный, Фернан сбегает из школы-интерната и, не смея возвращаться домой, оказывается в квартире проститутки, сдающей его полиции. За побег и драку с полицейским он должен предстать в суде по делам несовершеннолетних, где будет решаться вопрос о его передаче в исправительное учреждение. Адвокат, нанятый любовником Одетт, находит только один способ защиты: Одетт и Луи сначала сообщают суду — и Фернану — что Анри не является его настоящим отцом, а затем тот и другой свидетельствуют о «непонимании», «насильственных мерах» и «жестоком обращении», сопровождавшим их детство и юность, что в результате и привело к лишению Анри родительских прав. Маневр срабатывает, но мальчик, упрямый и безмолвный до тех пор, взволнованно возражает: он долгое время знал, что не является сыном Анри, но разве «настоящий отец не тот, кто даёт вам суп и обувь на ноги?» Он любит его, восхищается им, и хочет с ним жить и работать. Судья идёт им навстречу и возвращает их друг другу.

## Критика
Популярный роман, написанный Рене Лефевром, по логике должен был стать основой фильма популярного жанра, иначе говоря, мелодрамы. При выходе в 1959 году во Франции экранизация также очень понравилась зрителям (3,5 миллионов проданных в кинотеатрах билетов), но явилась предметом большой полемики среди критики. Ёе отправной точкой послужила идея рекламодателей выпустить фильм под воинственным лозунгом «Жан Габен сводит счёты с Новой волной» (Jean Gabin règle ses comptes à la nouvelle vague).
Со своей стороны Мишель Одьяр, диалогист фильма, печатает в еженедельнике Arts одну из его незабываемых формулировок:

Новая волна мертва. И оказывается, что она была, в сущности, намного больше волной, чем новшеством.Оригинальный текст (фр.)La nouvelle vague est morte. Et l'on s'aperçoit qu'elle était, au fond, beaucoup plus vague que nouvelle.
Идейные вдохновители Новой волны не замедлили ответить на провокацию. Ив Буассе и Марсель Мартен разоблачают «кино, которое проституирует» (" cinéma qui fait le trottoir ") и критикуют его создателей. Ив Буассе, в частности, пишет:

«Улица Прэри» — это фильм, который участвует в манипуляциях по оболваниванию публики, к чему часто изъявляет готовность французское кино.Оригинальный текст (фр.) Rue des prairies est un film qui participe de la manoeuvre d’abrutissement concerté du public, dans laquelle s’est souvent complu le cinéma français.
Франсуа Трюффо отмечал, что выход этого фильма сумел сблизить и мобилизовать представителей «новой волны»:

Те самые журналисты, которые прежде поддерживали нас, теперь угождали публике желанными для неё штампами. Вот и всё. До выхода на экран «Улицы Прэри» Годар, Рене, Маль, я и другие постоянно заявляли в интервью: никакой «новой волны» не существует, само это название — полная чепуха. Но нам пришлось изменить позицию, и с тех пор я постоянно подчёркиваю свою причастность этому движению.
Несмотря на несомненную подачу социальных посланий в фильме (например, тема изменения нравов: развод или стремления молодёжи к большей свободе), современный американский журналист и критик кино, Джеймс Траверс (англ. James Travers) также даёт низкую оценку кинематографическому подходу и влиянию «Улицы Прэри», особенно в сравнении с теми фильмами, которые начинали делать режиссёры Новой волны:

 «Улица Прэри» — это фильм, который взывает к серьёзному, социальному, реалистическому подходу, а получается, однако, заурядная, благопристойная, слишком обезличенная проформа, которая определяла мейнстрим кино во Франции в 1950-х годах (оценённых многими любителями французского кино, как «серые десятилетия»).Оригинальный текст (фр.)Rue des Prairies is a film that cries out for a serious social realist approach, but what it gets is the bog-standard, take-no-chances, overly sanitised pro forma which defined mainstream cinema in France in the 1950s (regarded by many French film enthusiasts as the «grey decade».).

## Художественный комментарий
Для французов этот фильм сегодня вызывает в основном ностальгические чувства и отношение к нему прежде всего как к кинодокументу. «Улица Прэри» представляет настоящую частицу парижской жизни 50-х годов с мощёными тротуарами и автобусами с платформой, одеждой, домашней обстановкой и нравами тех времён, периода, когда страна интенсивно строилась и модернизировалась, названного позже экономистами «30-ю славными годами». И фильм построен на пути следования прораба Анри туда и обратно, между улицей Прэри, уютной и живой, с круглогодичными торговыми лотками и с кафе, где Анри Невё знает всех, и стройкой нового, ещё безымянного жилого квартала в Сарселе, воплощающей в себе современность и разрушающей старый мир, в котором он живёт.
Сценам в квартале Менильмонтан (фр. Ménilmontant) неоднократно предшествует панорама окраинной части города с видом Эйфелевой башни. Этот символический элемент общей эстетики фильма с одной стороны подчёркивает стремление к классической строгости, а также предшествует / сопровождает развитие семейной истории, становясь по мере усиления драматизма более тёмным.

## Кастинг
Если повествовательное раскрытие темы или кинематографическое решение замысла не признаны сильной стороной работы Дени де Ла Пательера, то благодаря качеству диалогов Мишеля Одьяра и их блестящей интерпретации «Улица Прэри», изданная на DVD и заново открытая, сейчас считается одним из лучших французских фильмов послевоенного времени.
Для Ла Пательера это был второй опыт сотрудничества с Жаном Габеном, в котором, как он рассказывал в интервью в 2012 году, ему нравилось то, что великий актёр мог играть роли, не имеющие между собой ничего общего. Режиссёр нашёл Габена очень органичным в характере Анри Невё и отметил, что Габен для понимания своего персонажа внимательно отнёсся к своему костюму и попросил позволить ему самому выбрать одежду, подтяжки и кепку, подходящие по его мнению для этой роли.
Габен также выбрал исполнительницу его дочери Одетт, 17-летнюю Мари-Жозе Нат, сыгравшую в этом фильме свою первую большую роль. Как вспоминала актриса в интервью в 2011 году, она пришла на пробы, но получила отказ, потому что продюсер искал блондинку. Решающее слово осталось за Габеном, заметившим её прежде в телевизионном фильме. Он был к ней доброжелательным и оказывал помощь на съёмках, ставших для неё чудесной школой.
Для Клода Брассёра его роль старшего сына, Луи, также стала его первой большой ролью в кино.
Роже Дюма, в будущем автор текстов песен, исполняемых, в частности, Сильви Вартан, Джонни Холлидеем и Карлосом, несмотря на то, что останется до конца жизни актёром второго плана, за исполнение роли приёмного сына Фернана будет награждён, в порядке исключения, Призом Сюзанны Бьянкетти, присуждаемом молодым многообещающим актрисам. В конце съёмок «Улицы Прэри» Роже Дюма женится на Мари-Жозе Нат, но брак распадётся через год.

## Места съёмок
- бассейн в пригороде Парижа Л’Иль-Адам
- квартал Лошер (фр. Lochères) в пригороде Парижа Сарселе — место работы Анри Невё
- Улица Прэри (фр. Rue des prairies),4 в 20-м округе Парижа — место проживания Анри Невё
- Набережная Луи Блерио (фр. Quai Louis-Blériot) в 16-м округе Парижа — несколько кадров
- Площадь Дофина, напротив Дворца правосудия, на острове Ситэ в 1-м округе Парижа — заключительная сцена фильма, где приёмный сын говорит, что хочет вернуться в школу
- Киностудия Эклер (фр. Studios Eclair), теперь Киностудия Эпине (фр. Studios d'Épinay), 10 rue du Mont, в пригороде Парижа Эпине-сюр-Сен

## Съёмочная группа
- Режиссёр: Дени де Ла Пательер, асс. Пьер Гранье-Дефевр, Филипп Модав (фр. Philippe Modave)
- Сценарий: Дени де Ла Пательер, Мишель Одьяр по роману Рене Лефевра (фр. René Lefèvre) Rue des prairies (Gallimard, 1955)
- Диалоги: Мишель Одьяр
- Продюсеры: Жорж Дансиже (фр. Georges Dancigers) (Данцигер, Георгий Александрович) (как G. Danciger), Александр Мнушкин (как A. Mnouchkine), Жан-Поль Гибер (фр. Jean-Paul Guibert)
- Исполнительный продюсер: Александр Мнушкин
- Оператор-постановщик : Луи Паж (фр. Louis Page)
- Композитор: Жорж Ван Пари (фр. Georges Van Parys), использована месса Иоганна Себастьяна Баха

## В ролях
- Жан Габен: Анри Невё, рабочий и вдовец
- Клод Брассёр: Луи, сын Анри
- Роже Дюма: Фернан, усыновлённый ребёнок
- Мари Жозе Нат: Одетт, дочь Анри
- Поль Франкёр (фр. Paul Frankeur): Эрнест, друг Анри
- Роже Тревиль (фр. Roger Tréville): месье Жак Педрель, любовник Одетт
- Рене Фор (фр. Renée Faure): адвокат Мэтр Сюрвиль
- Доминик Паж (фр. Dominique Page): Жозетт, законопослушная проститутка
- Жак Монод (фр. Jacques Monod): председатель суда
- Луи Сенье: прокурор
- Габриэль Гобен (фр. Gabriel Gobin): Дюбур, товарищ по плену
- Альфред Адам (фр. Alfred Adam): Лутрель, менеджер Луи
- Ги Декомбль (фр. Guy Decomble): месье Перро, отец Поля
- Франсуа Шометт: директор школы
- Бернар Деран (фр. Bernard Dhéran): следователь Муано
- Леон Зитрон: спортивный комментатор